# Хоменко, Сергей Николаевич
Серге́й Никола́евич Хоме́нко (род. 21 сентября 1966, Ясиноватая, Донецкая область) — белорусский военный и государственный деятель. Министр юстиции Республики Беларусь с 18 октября 2021 по 22 апреля 2024 года, экс-заместитель министра внутренних дел Республики Беларусь. Генерал-майор (2014).

## Биография
После окончания школы в 1983 году поступил в Орджоникидзевское высшее военное командное Краснознаменное училище имени С. М. Кирова МВД СССР, которое окончил в 1987 году с отличием.
Проходил службу на различных командных должностях во внутренних войсках МВД СССР и МВД Республики Беларусь. С августа 1987 по июнь 1993 года — командир стрелкового взвода 490-го конвойного полка, командир патрульного взвода, заместитель командира патрульной роты, командир роты, начальник штаба — заместитель командира патрульного батальона 7-го специального моторизованного полка милиции управления внутренних войск МВД СССР по Средней Азии и Казахстане.
С июня 1993 года — помощник начальника штаба, с 2002 года — первый заместитель командира — начальник штаба патрульного батальона войсковой части 5448 внутренних войск Министерства внутренних дел Республики Беларусь в Минске.
С августа 1994 по июнь 1997 года учился на факультете пограничных и внутренних войск Военной академии имени М. В. Фрунзе (Россия), который окончил с золотой медалью.
В 1997—2007 годах служил на должностях командира стрелкового батальона, заместителя командира — начальника штаба, первого заместителя командира и командира войсковой части 5448 внутренних войск МВД Беларуси. Затем — заместитель командира корпуса по боевой подготовке войсковой части 3403 внутренних войск МВД Беларуси.
С августа 2007 по июнь 2009 года был слушателем факультета генерального штаба вооруженных сил Военной академии Республики Беларусь, который закончил с отличием.
С 2009 года занимал должность первого заместителя начальника штаба внутренних войск, с 2011 года — первого заместителя командующего внутренними войсками — начальника штаба. 30 июня 2014 года Сергею Хоменко присвоено воинское звание генерал-майора.
С августа 2014 по декабрь 2019 года возглавлял Департамент охраны Министерства внутренних дел Республики Беларусь.
24 декабря 2019 года назначен заместителем Министра внутренних дел Республики Беларусь.
18 октября 2021 года освобождён от должности заместителя Министра внутренних дел Республики Беларусь и уволен в запас по возрасту. Одновременно был назначен Министром юстиции Республики Беларусь с присвоением первого класса государственного служащего.
В апреле 2024 года освобождён от должности министра юстиции и назначен членом Совета Республики.
Женат, воспитывает дочь.

## Общественная деятельность
Трижды избирался депутатом Минского городского Совета депутатов XXIV, XXV и XXVI созывов. 8 октября 2020 года избран председателем Белорусской ассоциации мини-футбола.

## Награды
Награждён орденом «За службу Родине» III степени, медалями «За отличие в охране общественного порядка», «За отличие в воинской службе» II степени, «За безупречную службу» I (2012), II и III (2002) степеней, другими медалями и нагрудными знаками.

## Участие в репрессиях в Беларуси
Участник репрессий, направленных против гражданского общества Беларуси. О самом гражданском обществе высказался так: "Представители гражданского общества — это те люди, чья деятельность направлена на поддержание конституционного строя и развитие нашего государства. Во всех других случаях, да, ты имеешь право на собственное мнение, да, ты имеешь право высказывать и позиционировать какие-то направления мысли, но конституционный строй, стабильность и соблюдение закона должны быть беспрекословным". При этом в 2022 году министерством юстиции было ликвидировано не менее 116 общественных объединений.
22 апреля 2022 года Хоменко в эфире канала "Беларусь 1" сообщил, что с августа 2020 года в Белоруссии около 50 адвокатов лишились лицензии из-за деструктивной позиции. За день до этого Лукашенко, принимая Хоменко с докладом, заявил, что адвокат «должен быть государственным человеком, а его действия должны быть основаны на нормах закона, а не каких-то придуманных нормах — свободы слова и прочих свобод».
В 2023 году активно участвовал в зачистке партий в Республике Беларусь. Зачистка производилась путем проведения процедуры перерегистрации уже существующих партий и ужесточения требований к партиям.

## Международные санкции
31 августа 2020 года Хоменко был включён в список лиц, на которых наложен бессрочный запрет на въезд в Латвию, пятилетний запрет на въезд в Эстонию и запрет на въезд в Литву в связи с тем, что «своими действиями он организовал и поддержал фальсификацию президентских выборов 9 августа и последующее насильственное подавление мирных протестов».
2 октября 2020 года Хоменко был включён в Чёрный список Евросоюза. Совет Европейского союза отметил, что Хоменко как заместитель министра внутренних дел отвечает за кампанию репрессий и запугивания, которую проводит МВД после президентских выборов 2020 года, в частности произвольные аресты и жестокое обращение, в том числе пытки, мирных демонстрантов, а также запугивание и насилие в отношении журналистов. 20 ноября к октябрьскому пакету санкций ЕС присоединились Албания, Исландия, Лихтенштейн, Норвегия, Северная Македония, Черногория и Украина. Кроме того, Хоменко в свои санкционные списки включили Великобритания, Канада и Швейцария.